# هارتفرد (کنتاکی)
هارتفرد (به انگلیسی: Hartford) شهری در ایالت کنتاکی کشور ایالات متحده آمریکا است که جمعیت آن در سرشماری سال ۲۰۱۰ میلادی، ۲٬۶۷۲ نفر بوده‌است.